# Bốn mùa (Tchaikovsky)
Bốn mùa, Op. 37a là tổ khúc mười hai bản nhạc dành cho đàn piano của Pyotr Ilyich Tchaikovsky.